# Pieter Nicolaas van Kampen
Pour les articles homonymes, voir Van Kampen.
Pieter Nicolaas van Kampen (1878 – 3 juillet 1937 à Leyde) est un herpétologiste néerlandais de l’université de Leyde.
Un de ses fils, Nicolaas Godfried van Kampen, enseigna la physique théorique à l'université d’État d'Utrecht.

## Quelques espèces décrites
- Albericus variegatus (Van Kampen, 1923)
- Austrochaperina basipalmata (Van Kampen, 1906)
- Austrochaperina macrorhyncha (Van Kampen, 1906)
- Calluella volzi (Van Kampen, 1905)
- Choerophryne Van Kampen, 1914
- Choerophryne proboscidea Van Kampen, 1914
- Galeocerdo fasciatus van Kampen, 1907
- Hylarana debussyi (Van Kampen, 1910)
- Hylarana grisea (Van Kampen, 1913)
- Hylarana novaeguineae (Van Kampen, 1909)
- Hylarana persimilis (Van Kampen, 1923)
- Limnonectes microtympanum (Van Kampen, 1907)
- Litoria mystax (Van Kampen, 1906)
- Litoria sanguinolenta (Van Kampen, 1909)
- Oreophryne albopunctata (Van Kampen, 1909)
- Oreophryne crucifer (Van Kampen, 1913)
- Oxydactyla Van Kampen, 1913
- Oxydactyla brevicrus Van Kampen, 1913
- Philautus jacobsoni (Van Kampen, 1912)
- Philautus similis Van Kampen, 1923
- Rana debussyi Kampen, 1910
- Rana grisea Kampen, 1913
- Rana novaeguineae Kampen, 1909
- Rana persimilis Kampen, 1923
- Rhacophorus bifasciatus Van Kampen, 1923
- Xenorhina bidens Van Kampen, 1909
- Xenorhina giganteus Van Kampen, 1915
- Xenorhina macrops Van Kampen, 1913
- Xenorhina ocellatus Van Kampen, 1913